# Me. I Am Mariah… The Elusive Chanteuse
Me. I Am Mariah… The Elusive Chanteuse ist das 14. Studioalbum der US-amerikanischen Sängerin Mariah Carey. Es wurde am 23. Mai 2014 veröffentlicht.

## Hintergrund
Bereits im August 2011 wurde bekannt gegeben, dass Carey nach der Geburt ihrer Zwillinge wieder an einem neuen Album arbeiten würde. Me. I Am Mariah… The Elusive Chanteuse, das erste wirkliche Album seit 2009, erschien erst zweieinhalb Jahre später.

## Titelliste

### Standard Edition
01. Cry. – 4:49
02. Faded – 3:39
03. Dedicated (featuring Nas) – 4:13
04. #Beautiful (featuring Miguel) – 3:20
05. Thirsty – 3:26
06. Make It Look Good – 3:23
07. You’re Mine (Eternal) – 3:44
08. You Don’t Know What to Do (featuring Wale) – 4:47
09. Supernatural – 4:38
10. Meteorite – 3:51
11. Camouflage – 4:49
12. Money (featuring Fabolous) – 4:55
13. One More Try – 6:17
14. Heavenly (No Ways Tired / Can’t Give Up Now) – 5:39
15. Me. I Am Mariah… The Elusive Chanteuse – 1:12

### Deluxe Edition
15. It’s a Wrap (featuring Mary J. Blige) – 4:04
16. Betcha Gon’ Know (featuring R.Kelly) – 3:54
17. The Art of Letting Go – 3:44
18. Me. I Am Mariah… The Elusive Chanteuse – 1:12

## Rezeption
Das Album wurde von Kritikern teilweise positiv aufgenommen. Kenneth Partridge vom Billboard-Magazin gab in seiner Kritik 77 von 100 möglichen Punkten. Jim Farber von New York Daily News vergab 4 von 5 Sternen. Caroline Sullivan bezeichnete das Album mit seiner Mischung verschiedener Stile als gelungen. Für laut.de ist Me. I Am Mariah… The Elusive Chanteuse hingegen „ein riesengroßer Haufen Klingklang-Restemüll“. Das Album zeige, dass Carey „die Verbindung zur Essenz ihrer Anfangstage“ verlorengegangen sei.
Me. I Am Mariah… The Elusive Chanteuse debütierte mit 58.000 verkauften Einheiten auf Platz 3 der amerikanischen Billboard 200. In Deutschland kam das Album auf Platz 27, in Österreich auf Platz 38 und in der Schweiz auf Platz 16. Im Vereinigten Königreich wurde Platz 14 erreicht.
In den Monaten nach der Veröffentlichung blieben die Verkaufszahlen weit unter den Erwartungen, worauf sich Mariah Carey von ihrem langjährigen Produzenten Jermaine Dupri trennte.

## Charts
| Charts                 | Höchst- position | Wochen |
| ---------------------- | ---------------- | ------ |
| Deutschland            | 27               | 1      |
| Österreich             | 38               | 1      |
| Schweiz                | 16               | 2      |
| Vereinigtes Königreich | 14               | 2      |
| Vereinigte Staaten     | 3                | 8      |